# Comissions Mixtes d'Armistici
Les Comissions Mixtes d'Armistici (en anglès Mixed Armistice Commissions, MAC) són una organització per controlar l'alto el foc segons les línies establertes pels Acords Generals d'Armistici. Es componia d'observadors militars de les Nacions Unides i era part de la força de manteniment de la pau a l'Orient Mitjà de l'Organisme de les Nacions Unides per la Vigilància de la Treva. Les MAC es componien de quatre seccions per supervisar cadascun dels quatre acords de treva, la Comissió Mixta d'Armistici Jordània-Israel, la Comissió Mixta d'Armistici Israel-Síria, la Comissió Mixta d'Armistici Israel-Líban i la Comissió Mixta d'Armistici Egipte-Israel. Les diferents MAC eren ubicades a les línies d'alto el foc i, en estreta relació amb la seu de Jerusalem, encarregades de supervisar la treva, investigar incidents fronterers i adoptar mesures correctores per evitar la recurrència d'aquests incidents.

## Antecedents
Des del conflicte araboisraelià, les Nacions Unides van inaugurar l'Organisme de les Nacions Unides per la Vigilància de la Treva (UNTSO), es va convertir en la principal organització de manteniment de la pau de l'ONU a l'Orient Mitjà. Se li va donar clarament una missió de doble plec que diu el següent: "primer, observar i informar sobre la treva que es va establir el 18 de juny de 1948, i, en segon lloc, mantenir l'organització de les Comissions Mixtes d'Armistici (MAC)".
Inclosa en cada Acord General d'Armistici hi havia una clàusula que preveia la creació de Comissions Mixtes d'Armistici (MAC). Les MAC es componien d'una quantitat igual de representants de les faccions participants en els Armisticis (una MAC per Israel i cadascun dels seus països limítrofs). L'UNTSO proporcionava al president que sempre era el seu membre de rang. En el mateix acord la UNTSO proporcionava a cada MAC un nombre d'observadors per detallar la naturalesa de les queixes (independentment del país que l'havia presentat) per tal de preservar la Treva. El suport logístic i administratiu va créixer dins de la UNTSO, ja que els observadors es van situar en ubicacions remotes. Aquest requisit va establir les bases de l'estructura de suport existent de la UNTSO tal com la coneixem avui.
L'UNTSO va formar quatre Comissions Mixtes d'armistici (MAC), amb cinc membres en el cas de la Comissió Mixta d'Armistici Jordània-Israel i la Comissió Mixta d'Armistici Israel-Síria amb set en el cas de la MAC d'Egipte/Israel i la MAC Líban/Israel, dels quals cadascuna de les parts de l'Acord va designar dos en el cas de HKJ/I MAC i l'I/S MAC amb tres designats cada part I/E MAC i I/L MAC i el president del qual seria el Cap de Gabinet de l'UNTSO o un oficial superior del personal d'observadors d'aquesta Organització designat per ell després de la consulta amb ambdues parts en l'Acord, que emetria el vot decisiu en qualsevol investigació de violació. Les responsabilitats dels observadors consistien en investigar les queixes presentades per una o ambdues parts, observar els alto el foc per supervisar teòricament l'execució de les disposicions de les GAA i informar a l'ONU. El mecanisme de parcialitat inherent a la votació de la MAC aviat va danyar les relacions amb ambdós bàndols. Els presidents de la UNTSO es van alinear amb una o altra de les parts durant una investigació, però no tenien un mecanisme eficaç per sancionar als culpables. El paper de la UNTSO era simplement proporcionar a l'ONU "una informació adequada i objectiva de la mena que calgui, en comptes de fer complir els acords o fer la pau".
Els observadors militars (MO) registraven tabulacions i dictaven judicis que no donaven res concret, ni tan sols avergonyir a les parts en el tribunal de l'opinió mundial. Els investigadors desemparats i desarmats de la UNTSO no van poder supervisar, i menys encara, fer complir els acords d'armistici. A més, quan l'organització es va negar a relacionar-se de manera constant amb la versió israeliana dels fets, el seu membre comú va obstruir tota l'operació. Per aquesta raó, la majoria dels MO canadencs van arribar a la regió pro-israelians i van marxar pro-àrabs. Malgrat la seva qüestionable rellevància, la UNTSO va continuar mantenint una presència internacional sobre el terreny a Israel pròpiament, alimentant un grup bàsic familiaritzat amb problemes regionals i formant els protonuclis per a inevitables futures operacions de manteniment de la pau.
Els MAC van ser molt diferents entre ells, i van produir quatre missions úniques de manteniment de la pau de l'ONU. Les disputes sobre la Comissió Mixta d'Armistici Israel-Síria (ISMAC) es van centrar en la mercaderia més preuada de l'Orient Mitjà: l'aigua. Els contenciosos de la HKJIMAC van tractar sobre la ciutat dividida de Jerusalem, l'enclavament israelià de Muntanya Scopus a Jerusalem, Latrun i la infiltració a través de la línia de demarcació de l'armistici. La infiltració dels palestins inicialment era desarmada amb grups creuant per recuperar llurs possessions, collir els cultius o visitar familiars; les infiltracions posteriors esdevingueren d'individus armats i després van progressar en petites incursions de represàlia. Com va explicar Paixà Glubb:-
| « | Una profunda urgència psicològica que impulsa a un pagès a creuar i morir a la seva terra. Moltes d'aquestes persones miserables són assassinades ara, recollint les seves pròpies taronges i olives més enllà de la línia. El valor de la fruita és sovint insignificant. Si les patrulles jueves els veuen, són assassinats en l'acte sense preguntes. Però persisteixen a tornar a les seves granges i jardins. | » |

S'ha organitzat una infiltració israeliana d'incursions de represàlia per unitats militars com els atacs a Qibya i Nahhalin. La frustració d'Israel amb l'ONU i els altres partits van portar a la seva retirada de l'ISMAC el 1951 i de la HKJIMAC el 1954. El funcionament del MAC Israel-Líban es va mantenir sense problemes a causa de l'actitud més relaxada de les patrulles israelianes cap als repatriats i infiltrats. Les disputes amb Egipte, que va prohibir a Israel navegar pel canal de Suez i bloquejà el golf d'Aqaba, pertanyien a l'al-Auja DMZ. Pel 1955 Israel va deixar d'assistir al MAC egipci i va intensificar les incursions a la Franja de Gaza i al Sinaí, a les quals Egipte va respondre patrocinant les incursions dels fedaïns (autosacrificats) palestins. La invasió a tota escala de 1956 per les forces britàniques, franceses i israelianes va seguir la decisió d'Egipte el 26 de juliol de 1956 de nacionalitzar el Canal de Suez després de la retirada d'una oferta de Gran Bretanya i els Estats Units per finançar la construcció de la resclosa d'Assuan. La invasió va demostrar la irrellevància de la UNTSO en el procés.

## Seu central
La seu general de la UNTSO després de passar del Caire a Haifa va acabar a la Casa de Govern, a Jerusalem.
La Comissió Mixta d'Armistici Israel-Líban (ILMAC) va mantenir la seva seu a la frontera nord de Metulla i al lloc fronterer libanès a d'En Naqoura.
La Comissió Mixta d'Armistici Jordània-israel (HKJIMAC) va mantenir la seva seu a Jerusalem, després de l'"Incident de Barril", la seu de l'HKJIMAC HQ fou traslladada a la Zona Desmilitaritzada (DMZ) prop de la porta de Mandelbaum.
La Comissió Mixta d'Armistici Israel–Síria (ISMAC) va mantenir la seva seu a la Casa de Duanes prop de Jisr Banat Yakub i Mahanayim.
La Comissió Mixta d'Armistici Israel/Egipte va mantenir la seva seu a El Auja

## Acords de Comandants de la Zona Local
L'acord de desmilitarització de Muntanya Scopus, de 7 de juliol de 1948, va ser rubricat per Franklyn M Begley, un oficial de l'ONU, el comandant local jordà i el comandant local israelià.
L'Acord de desmilitarització de Muntanya Scopus, de 21 de juliol de 1948 fou rubricat pels comandants locals israelians i jordans amb acord subsidiari rubricat per Franklyn M Begley i el comandant local jordà, però no pel comandant israelià.

## Dia Internacional de les forces de pau de les Nacions Unides.
El 29 de maig ha estat designat com "Dia Internacional de les Forces de la Pau de les Nacions Unides" per part de l'ONU. El 29 de maig de 2008 era el 60è aniversari del desplegament de les forces de manteniment de la pau de les Nacions Unides desplegades.
| « | Fa uns 60 anys, el Consell de Seguretat de les Nacions Unides va establir la primera operació de manteniment de la pau, l'Organisme de les Nacions Unides per la Vigilància de la Treva (UNTSO), amb seu a Orient Mitjà. L'any 2001, l'Assemblea General va proclamar el 29 de maig com a Dia Internacional dels Mantenidors de la Pau de les Nacions Unides per retre homenatge als homes i dones que treballen en operacions de manteniment de la pau de les Nacions Unides i honoren la memòria dels que han perdut la vida en la causa de la pau. | » |

### Primera baixa
El 6 de juliol de 1948, els observadors de l'ONU van tenir la seva primera víctima amb la mort del comandant observador francès René Labarriere, va ser ferit a prop de la zona d'Afula i després va morir a l'hospital jueu d'Afula. Va ser ferit mentre investigava una suposada violació de les disposicions de treva per part de les forces jueves.

### Incidents de la Muntanya Scopus
El 24 de juliol de 1956, a la línia de l'armistici en disputa de la zona desmilitaritzada de Muntanya Scopus a Jerusalem, la Legió Àrab de Jordània va ocupar una casa propera que havia estat reclamada com a propietat jueva a Mount Scopus. El foc israelià de la Universitat Hebrea de Jerusalem aviat es va fer càrrec de la posició jordana; es va produir una prolongada lluita contra els trets. Els oficials canadencs, Major Marcel Breault i Major George Flint, que estaven servint d'observadors amb l'UNTSO, van aconseguir organitzar un alto el foc local. No obstant això, mentre intentava arribar a la casa àrab palestina en qüestió i conferir-se directament amb els jordans, un dels agents va detonar una mina antipersonal, i l'explosió va ferir greument als dos soldats.

### Capità Jack Holly, USMC
El capità Jack Holly, USMC es va unir a l'UNTSO en maig de 1973, diversos mesos abans de l'esclat de la guerra de Yom Kippur. En el període just després de l'alto el foc a Yom Kippur, el capità Holly i el seu soci OP, un irlandès de l'UNMO, van estar dalt dels cims de la muntanya Hermon. A la tarda, un soldat àrab entusiasmat va irrompre en l'escenari i els va obligar a sortir dels bastidors. El soldat àrab va iniciar una marxa cap a Damasc amb Holly i amb l'UNMO irlandès que només portaven les seves esquives. Sota la seguretat de la foscor, el soldat àrab els va fer marxar descalços sobre terrenys molt rocosos. Van passar un punt fort israelià, van passar per les línies síries i després van caminar a mig camí cap a Damasc. Un cop que el govern sirià va adonar-se de la situació, tant l'irlandès com el marine van ser retornades a la custòdia de l'ONU. No obstant això, els seus peus es van veure greument danyats. El capità Holly va estar en situació de convalescència durant un període prolongat i l'UNMO irlandès va experimentar un col·lapse nerviós, a més d'enormes problemes físics.